# 法國法蘭德斯

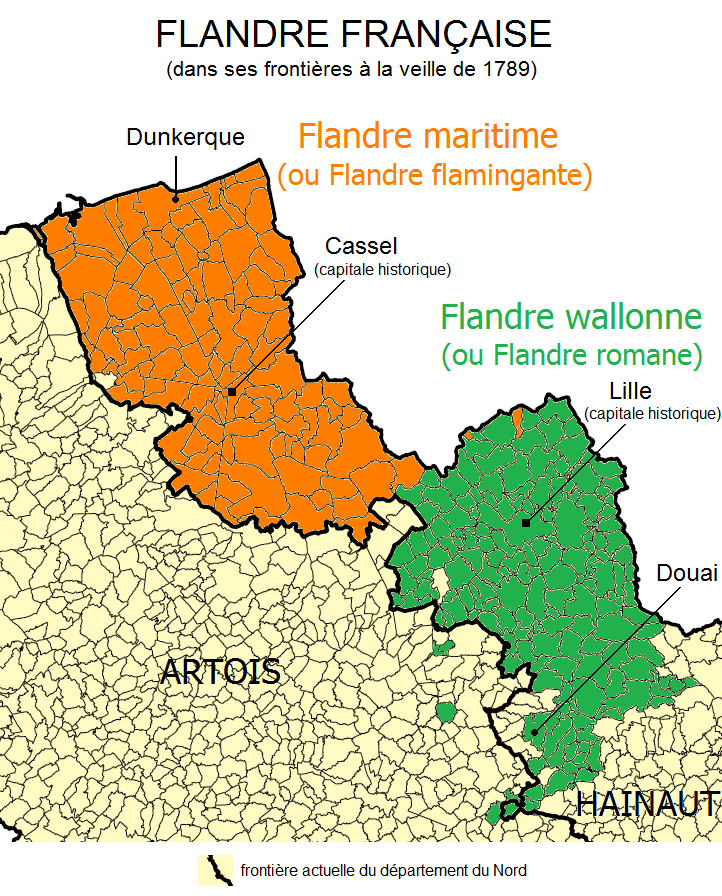
1789年前後，法國佛兰德地區內講羅曼語族（綠色）和日耳曼語族（橙色）的地區分佈。

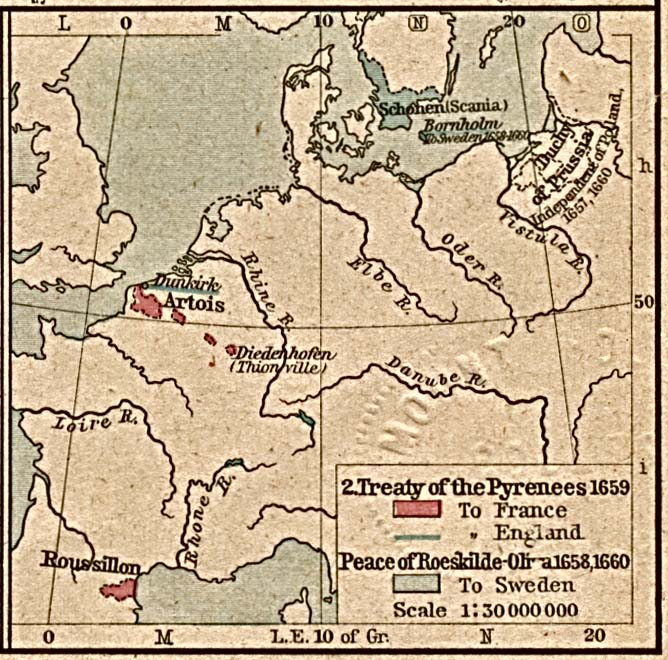
比利牛斯條約簽訂後領土的變化，當中包括法國佛兰德地區。

法国佛兰德（法語：Flandre française，法語發音：[flɑ̃dʁə fʁɑ̃sɛz]）是一個法國歷史地區，範圍主要是北部省，包含里尔、康布雷、杜埃、敦刻尔克和瓦朗谢讷等。

## 地區
法國佛兰德地區主要是北海以南的平沼澤地，屬於煤炭資源豐富地區。法國佛兰德包括兩個區域：
- 法国韦斯特胡克（法语：Westhoek français），至法國西北，介於利斯河和北海之間，大致與敦刻尔克区相同。
- 瓦隆佛兰德（法語：Flandre wallonne），包含里尔、杜埃等地區。

## 外部連結
- The Extent of Flemish in France in 1970, contains language maps （页面存档备份，存于）
- Nouveau Petit Larousse Illustré, 1952.
- French Flanders
- Ethnologue Report for West Flemish （页面存档备份，存于）
- Flemish in France （页面存档备份，存于）